# Centrumkyrkan Gråbo
Centrumkyrkan Gråbo är en frikyrka i  Gråbo i Lerums kommun och är Gråbo pingstförsamlings kyrka.

## Verksamhet
Församlingen har nära band med Smyrnakyrkan i Göteborg och med övriga pingströrelsen i Sverige, samt med de andra kristna församlingar i Gråbo och i övriga Lerums kommun. Församlingens arbete bedrivs huvudsakligen av ideella krafter, men man avskiljer även pastor och så kallade äldste för att tjäna församlingen med förkunnelse och för att leda församlingens arbete. Kyrkan välkomnar alla, oavsett tro, till sina gudstjänster och andra offentliga samlingar och verksamheter.

## Historia
Tidigare har det funnits pingströrelselokaler i tätortena Lerum och Sjövik.

## Kyrkobyggnaden
1937 köptes samlingslokalen från Blåbandsrörelsen. En period användes lokalen som ett sommarhem. Senare byggdes den om för gudstjänstbruk och kyrkan invigdes 1964. Under 2011–2012 byggdes Posthuset på Mjörnbotorget om till församlingens nya kyrka och den invigdes den 18 november under namnet Centrumkyrkan Gråbo. Den 1 oktober 2012 såldes även församlingens gamla lokal på Monvägen 144 i Gråbo.